# Platì
Platì est une commune italienne de la province de Reggio de Calabre, dans la région Calabre.

## Histoire
Le fief de Platì, alors territoire composé de forêts, est fondé en 1505 lorsque le roi Ferdinand le Catholique l'attribue à Carlo Spinelli, noble napolitain déjà prince de Cariati. C'est le fils de ce dernier, Pirro Antonio Spinelli, qui fait bâtir en 1546 les premières maisons pour bergers qui formeront ensuite le noyau du futur village de Platì.
En 1783, Platì qui compte alors 1 143 habitants subie violemment les séismes de février et de mars 1783 en Calabre, qui rasent presque entièrement le village. La famille Spinelli de Cariati reste quant à elle feudataire de Platì jusqu'en 1806, date d'abolition de la féodalité.
En 1861, le brigand Ferdinando Mittiga (1826-1861), ancien officier, soulève une bande armée de près de 120 hommes avec laquelle il terrorise la région avant d'être finalement capturé et tué par des militaires.
Le 18 octobre 1951, une importante inondation dévaste une grande partie du centre de Platì et fait 18 morts. Le jour suivant, le Président italien du conseil des ministres Alcide De Gasperi se rend à Platì pour exprimer son soutien et ses condoléances à la population. Cet évènement tragique engendrera une forte émigration des habitants de Platì vers le nord de l'Italie mais aussi vers l'Australie, les États-Unis, le Canada et l'Argentine. Entre 1951 et 1971, la population de la commune chute ainsi de 6 200 à 3 885 habitants.
Dans les années 1970 et 1980, la 'Ndrangheta, organisation mafieuse du sud de l'Italie, s'implante fortement à Platì. Ainsi, durant ces décennies, le maire Domenico Natale Demaio ainsi que l'ex-maire Francesco Prestia sont tous les deux assassinés par la mafia (le premier lors d'une embuscade alors qu'il était en voiture et le second tué sauvagement chez lui avec sa femme). En 2006, le conseil communal de Platì est dissous pour infiltration mafieuse et la commune est depuis, mise à part de brèves interruptions, dirigé par un commissaire extraordinaire nommé directement par l'État.

## Administration
| Période                                  | Période | Identité                                        | Étiquette | Qualité                      |
| ---------------------------------------- | ------- | ----------------------------------------------- | --------- | ---------------------------- |
| Les données manquantes sont à compléter. |         |                                                 |           |                              |
| 1976                                     | 1978    | Francesco Prestia (assassiné par la mafia)      |           | Maire                        |
| 1978                                     | 1985    | Domenico Natale Demaio (assassiné par la mafia) |           | Maire                        |
| 1985                                     | 1991    | Natale Marando                                  |           | Maire                        |
| 1991                                     | 1993    | Antonio Contarino                               |           | Commissaire extraordinaire   |
| 1993                                     | 1997    | Francesco Mittiga                               |           | Maire                        |
| 1997                                     | 2002    | Antonio Aurelio                                 |           | Maire                        |
| 2002                                     | 2003    | Francesco Mittiga                               |           | Maire                        |
| 2003                                     | 2004    | Gianfranco Ielo Marialuisa Tripodi              |           | Commissaires extraordinaires |
| 2004                                     | 2006    | Francesco Mittiga                               |           | Maire                        |
| 2006                                     | 2016    | Commission communale                            |           | Commissaire extraordinaire   |
| 2016                                     | 2018    | Rosario Sergi                                   |           | Maire                        |
| 2018                                     |         | Francesca Iannò                                 |           | Commissaire extraordinaire   |

### Hameaux
Cirella, Lauro, Senoli et Gioppo.

### Communes limitrophes
Ardore, Benestare, Careri, Ciminà, Oppido Mamertina, Santa Cristina d'Aspromonte, Varapodio.